# ディスガヌス
ディスガヌス(Dysganus)(「粗い琺瑯」を意味する)は、後期白亜紀カンパニアン期の恐竜の独自性が疑わしい属の一つ。歯の化石がモンタナ州のジュディスリバー層でエドワード・ドリンカー・コープによって発見された。

## 研究史
4つの種、D・エンカウストゥス(D. encaustus)、D・ビカリナトゥス(D. bicarinatus)、D・ペイガヌス(D. peiganus)そしてD・ハイデニアヌス(D. haydenianus)がディスガヌスとして記載された。全てがコープによって1876年に発見された歯のみに基づいている。それぞれの模式標本は単離した1本から8本の歯で構成されている。1907年、ジョン・ベル・ハッチャーはディスガヌスの歯を再記載し、本属を疑問名であると結論づけた。D・ペイガヌスの歯は、1942年にリチャード・スワン・ルルらによって剣竜類のものと記述された。

## 分類
コープは最初、ディスガヌスをハドロサウルス上科トラコドン科に分類した。トラコドン科は今日ハドロサウルス科のジュニアシノニムであると考えられている。1901年、フランツ・ノプシャはコープの原記載を読み、ディスガヌスを角竜類の属と同定した。1890年にコープが間接的にトラコドン科ではなく角竜類であることを示唆した為とも言われる。後の1907年には、ハッチャーらが再記載し、ディスガヌスのホロタイプにはハドロサウルス科(トラコドン科)の歯と角竜類の歯が含まれていると推論している。
4種全てがジュディスリバー累層から知られている。パラエオスキンクス、ケラトプス、キオノドン、ディクロニウス、プテロペリクス、ザプサリス、デイノドン、アウブリソドン、トラコドン、モノクロニウスと並ぶ同層の疑わしい恐竜の属の一例である。